# 大安町内巡回福祉バス
大安町内巡回福祉バス（だいあんちょうないじゅんかいふくしバス）は、いなべ市社会福祉協議会が運営していた三重県いなべ市のコミュニティバスである。 

## 概要
福祉センターを基点に、宇賀（石槫方面）・丹生川（三里経由）・大安方面（梅戸井経由）へ運行していたが、2010年4月に、いなべ市福祉バスに統合された。

## 路線（廃止当時）

### 石榑コース
- 福祉センター - 宇賀南 - 山条公会場前 - 北村公会場前 - 北山公会場前 - 上戸井 - 福祉センター

### 三里・丹生川コース
- 福祉センター - 三里駅前 - 新田中 - 丹生川バス停 - 片樋中 - 福祉センター

### 梅戸井コース
- 福祉センター - 宇賀新田公会場東 - 梅戸井駅通 - 東川原 - 大安駅東 - 福祉センター